# 爱利脱利亚海周航记

《爱利脱利亚海周航记》中的地名、位置与航线。

《爱利脱利亚海周航记》（希臘語：Περίπλους τῆς Ἐρυθράς Θαλάσσης），又譯《厄立特里亚海周航志》或《红海周航记》等，是一部成书于罗马帝国早期且以通用希腊语撰写的航行纪，作者不详，可能是生活在埃及行省的商人或者水手。这部书描写了从埃及东北部出发，途经红海、阿拉伯海等海域的远洋贸易，另外，有学者将此书翻译为《红海周航志》，此譯名欠妥，因為其缩小了记述的地理范围。